# Niklas Edin
Johan Niklas Edin (født 6. juli 1985 i Sidensjö) er en svensk curlingspiller. 
Han var en del af Sveriges hold, der vandt EM-guld i 2009, 2012 og 2014. Edin repræsenterede Sverige ved Vinter-OL 2010 i Sochi, og var en del af Sveriges hold, der tog bronze.
Han tog sølv under vinter-OL 2018,  og under vinter-OL 2022 i Beijing vandt han guld.